# Kacudžinken
Kacudžinken (japonsky: 活人剣 ), v překladu "meč dávající život", je termín označující filozofický princip v japonských bojových uměních, např. šermu iaidó. Pojednává o použití meče v situacích, kdy je konáno na základě zkušeností se schopností jednat mírumilovně tak, aby se vyřešila situace bez použití násilí či jeho minima. Snahou takového používání meče je nejen neutralizovat/zneškodnit útok, ale též přimět útočníka, aby si uvědomil chybu svého počínání a zanechal/odvrhnul násilí. Kacudžinken je chápán jako protiklad k filozofickému principu sacudžintó. V japonských bojových uměních se studuje význam vztahu sacudžintó a kacudžinken, aby se adepti naučili rozpoznávat případné důsledky používání svých schopností a našli způsob, jak s nabytými schopnostmi nakládat.
Na úrovni celku pak kacudžinken nabývá významu nevraždění, ale také použití meče k ochraně osob nebo k zachování harmonického řádu společnosti. Též je význam kacudžinken chápán jako zabránění v nečinnosti, která umožňuje rozvíjení války nebo jiné katastrofy. Tudíž zbraň pak ve výsledku slouží k ochraně, darování života.
Na této úrovni je tato myšlenka vystižena v japonském citátu, "Jeden život zachraňuje tisíce.", který je používán k vysvětlení různých politických atentátů v dějinách předválečného Japonska. V tomto pojetí samotná vražda, ale také nečinnost umožňující rozvíjet válku nebo jinou katastrofu, by bylo bráno jako sacudžintó - způsob jednání, kdy 'meč bere život'. Kacudžinken by bylo "stít hlavu hada" (stít hlavu původci zla), a tím zabránit válce či konfliktu.